# Gare de Beverlo
La gare de Beverloo (en néerlandais : station Beverlo), anciennement Beringen, est une halte ferroviaire belge de la ligne 15, d'Anvers à Hasselt située à Beverloo, section de la commune de Beringen dans la province de Limbourg en Région flamande.
C'est un point d'arrêt non gardé (PANG) à accès libre de la Société nationale des chemins de fer belges (SNCB) desservi par des trains Omnibus (L).

## Situation ferroviaire
Établie à 38 m d'altitude, la gare de Beverloo se situe entre la gare de Bourg-Léopold, ouverte aux voyageurs, et celle, fermée, de Beringen-Mine.

## Histoire
À la fermeture de la gare de Beringen-Mine en 1986, la SNCB met en service un nouvel arrêt à proximité, appelé Beringen. La gare de Beringen, première du nom, avait quant à elle fermé en 1984.
Situé sur le territoire de l'ancienne commune de Beverloo, l'arrêt de Beringen prend son nom actuel de Beverlo le 12 juin 2011. En décembre 2012, l'arrêt de Beringen est rouvert sous son ancien nom.

## Service des voyageurs

### Accueil
Halte ferroviaire, c'est un point d'arrêt non gardé (PANG) à accès libre. L'achat des tickets s'effectue un automate de vente situé près de l'unique quai.

### Desserte
Beverlo est desservie par des trains Omnibus (L) de la SNCB circulant sur la ligne commerciale 15 : Anvers - Lierre - Mol - Hasselt (voir brochure SNCB).
La desserte est quasi identique en semaine et les week-ends. Elle est constituée de trains L reliant Mol à Hasselt, toutes les heures.

## Comptage voyageurs
Le graphique et le tableau montrent le nombre de passagers qui en moyenne embarquent durant la semaine, le samedi et le dimanche.
| Nombre de voyageurs qui embarquent à la gare de Beverlo | Nombre de voyageurs qui embarquent à la gare de Beverlo | Nombre de voyageurs qui embarquent à la gare de Beverlo | Nombre de voyageurs qui embarquent à la gare de Beverlo |
|                                                         | Semaine                                                 | Samedi                                                  | Dimanche                                                |
| ------------------------------------------------------- | ------------------------------------------------------- | ------------------------------------------------------- | ------------------------------------------------------- |
| 1986                                                    | 17                                                      | 21                                                      | 22                                                      |
| 1987                                                    | 22                                                      | 22                                                      | 78                                                      |
| 1988                                                    | 30                                                      | 20                                                      | 24                                                      |
| 1989                                                    | 22                                                      | 13                                                      | 35                                                      |
| 1990                                                    | 27                                                      | 24                                                      | 24                                                      |
| 1991                                                    | 56                                                      | 19                                                      | 42                                                      |
| 1992                                                    | 61                                                      | 32                                                      | 19                                                      |
| 1993                                                    | 46                                                      | 13                                                      | 32                                                      |
| 1994                                                    | 61                                                      | 19                                                      | 17                                                      |
| 1995                                                    | 47                                                      | 23                                                      | 16                                                      |
| 1996                                                    | 61                                                      | 16                                                      | 44                                                      |
| 1997                                                    | 63                                                      | 27                                                      | 44                                                      |
| 1998                                                    | 75                                                      | 42                                                      | 71                                                      |
| 1999                                                    | 78                                                      | 20                                                      | 35                                                      |
| 2000                                                    | 114                                                     | 14                                                      | 32                                                      |
| 2001                                                    | 66                                                      | 25                                                      | 38                                                      |
| 2002                                                    | 72                                                      | 59                                                      | 34                                                      |
| 2003                                                    | 75                                                      | 34                                                      | 64                                                      |
| 2004                                                    | 88                                                      | 16                                                      | 40                                                      |
| 2005                                                    | 119                                                     | 34                                                      | 72                                                      |
| 2006                                                    | 122                                                     | 46                                                      | 54                                                      |
| 2007                                                    | 182                                                     | 34                                                      | 94                                                      |
| 2008                                                    | -                                                       | -                                                       | -                                                       |
| 2009                                                    | 192                                                     | 73                                                      | 82                                                      |
| 2010                                                    | -                                                       | -                                                       | -                                                       |
| 2011                                                    | -                                                       | -                                                       | -                                                       |
| 2012                                                    | 196                                                     | 31                                                      | 95                                                      |
| 2013                                                    | 168                                                     | 59                                                      | 50                                                      |
| 2014                                                    | 189                                                     | 22                                                      | 62                                                      |
| 2015                                                    | 143                                                     | 43                                                      | 50                                                      |
| 2016                                                    | 104                                                     | 39                                                      | 61                                                      |
| 2017                                                    | 179                                                     | 42                                                      | 51                                                      |
| 2018                                                    | 156                                                     | 60                                                      | 53                                                      |
| 2019                                                    | 146                                                     | 53                                                      | 37                                                      |
| 2020                                                    | 84                                                      | 37                                                      | 23                                                      |
| 2021                                                    | -                                                       | -                                                       | -                                                       |
| 2022                                                    | 122                                                     | 26                                                      | 14                                                      |
| 2023                                                    | 98                                                      | 85                                                      | 42                                                      |
| 2024                                                    | 116                                                     | 57                                                      | 19                                                      |